# كورت ستون
كورت ستون (بالإنجليزية: Curtis Stone)‏ هو عداء مسافات متوسطة أمريكي، ولد في 19 نوفمبر 1922 في بروكلين في الولايات المتحدة.

## وصلات خارجية
- كورت ستون على موقع اللجنة الأولمبية الدولية (الإنجليزية)
- كورت ستون على موقع أوليمبيديا (الإنجليزية)